# Squadra della stagione della UEFA Europa League
La Squadra della stagione della UEFA Europa League è un riconoscimento annuale, istituito alla fine dell'edizione 2013-2014, che viene assegnato dalla UEFA, l'organo amministrativo, organizzativo e di controllo del calcio europeo.
In seguito alla votazione di alcuni osservatori tecnici della federazione sotto la guida dell'ambasciatore degli allenatori Alex Ferguson, considerato uno dei più grandi allenatori al mondo, da una lista di candidati per ogni posizione, viene eletta la squadra ideale della suddetta competizione, un All-Star Team di 18 calciatori, diventati 23 dall'edizione 2019-2020, successivamente ridotti a 11 dall'edizione 2021-2022.

## Albo d'oro
Stagione 2013-2014 

| Ruolo | Naz.                  | Giocatore         | Squadra    |
| ----- | --------------------- | ----------------- | ---------- |
| P     | Portogallo (bandiera) | Beto              | Siviglia   |
| P     | Italia (bandiera)     | Gianluigi Buffon  | Juventus   |
| D     | Francia (bandiera)    | Eliaquim Mangala  | Porto      |
| D     | Argentina (bandiera)  | Ezequiel Garay    | Benfica    |
| D     | Italia (bandiera)     | Leonardo Bonucci  | Juventus   |
| D     | Argentina (bandiera)  | Nicolás Pareja    | Siviglia   |
| D     | Argentina (bandiera)  | Gonzalo Rodríguez | Fiorentina |
| C     | Italia (bandiera)     | Andrea Pirlo      | Juventus   |
| C     | Spagna (bandiera)     | Borja Valero      | Fiorentina |
| C     | Croazia (bandiera)    | Ivan Rakitić      | Siviglia   |
| C     | Camerun (bandiera)    | Stéphane M'Bia    | Siviglia   |
| C     | Argentina (bandiera)  | Nicolás Gaitán    | Benfica    |
| C     | Portogallo (bandiera) | André Gomes       | Benfica    |
| A     | Argentina (bandiera)  | Carlos Tévez      | Juventus   |
| A     | Argentina (bandiera)  | Gonzalo Higuaín   | Napoli     |
| A     | Spagna (bandiera)     | Jonathan Soriano  | Salisburgo |
| A     | Spagna (bandiera)     | Rodrigo           | Benfica    |
| A     | Serbia (bandiera)     | Lazar Marković    | Benfica    |

 Stagione 2014-2015 

| Ruolo | Naz.                  | Giocatore              | Squadra    |
| ----- | --------------------- | ---------------------- | ---------- |
| P     | Ucraina (bandiera)    | Denys Bojko            | Dnipro     |
| P     | Spagna (bandiera)     | Sergio Rico            | Siviglia   |
| D     | Brasile (bandiera)    | Douglas                | Dnipro     |
| D     | Algeria (bandiera)    | Faouzi Ghoulam         | Napoli     |
| D     | Francia (bandiera)    | Timothée Kolodziejczak | Siviglia   |
| D     | Spagna (bandiera)     | Raúl Albiol            | Napoli     |
| D     | Spagna (bandiera)     | Aleix Vidal            | Siviglia   |
| C     | Spagna (bandiera)     | Borja Valero           | Fiorentina |
| C     | Belgio (bandiera)     | Kevin De Bruyne        | Wolfsburg  |
| C     | Argentina (bandiera)  | Éver Banega            | Siviglia   |
| C     | Slovacchia (bandiera) | Marek Hamšík           | Napoli     |
| C     | Polonia (bandiera)    | Grzegorz Krychowiak    | Siviglia   |
| C     | Ucraina (bandiera)    | Ruslan Rotan'          | Dnipro     |
| C     | Camerun (bandiera)    | Stéphane M'Bia         | Siviglia   |
| A     | Brasile (bandiera)    | Alan                   | Salisburgo |
| A     | Colombia (bandiera)   | Carlos Bacca           | Siviglia   |
| A     | Argentina (bandiera)  | Gonzalo Higuaín        | Napoli     |
| A     | Ucraina (bandiera)    | Jevhen Konopljanka     | Dnipro     |

 Stagione 2015-2016 

| Ruolo | Naz.                    | Giocatore                 | Squadra           |
| ----- | ----------------------- | ------------------------- | ----------------- |
| P     | Spagna (bandiera)       | David Soria               | Siviglia          |
| P     | Spagna (bandiera)       | David de Gea              | Manchester Utd    |
| D     | Belgio (bandiera)       | Toby Alderweireld         | Tottenham         |
| D     | Germania (bandiera)     | Mats Hummels              | Borussia Dortmund |
| D     | Francia (bandiera)      | Adil Rami                 | Siviglia          |
| D     | Brasile (bandiera)      | Mariano                   | Siviglia          |
| D     | Croazia (bandiera)      | Darijo Srna               | Šachtar           |
| C     | Germania (bandiera)     | Emre Can                  | Liverpool         |
| C     | Germania (bandiera)     | Gonzalo Castro            | Borussia Dortmund |
| C     | Brasile (bandiera)      | Philippe Coutinho         | Liverpool         |
| C     | Argentina (bandiera)    | Éver Banega               | Siviglia          |
| C     | Polonia (bandiera)      | Grzegorz Krychowiak       | Siviglia          |
| C     | Francia (bandiera)      | Steven Nzonzi             | Siviglia          |
| C     | Brasile (bandiera)      | Marlos                    | Šachtar           |
| A     | Spagna (bandiera)       | Aritz Aduriz              | Athletic Bilbao   |
| A     | Gabon (bandiera)        | Pierre-Emerick Aubameyang | Borussia Dortmund |
| A     | RD del Congo (bandiera) | Cédric Bakambu            | Villarreal        |
| A     | Francia (bandiera)      | Kévin Gameiro             | Siviglia          |

 Stagione 2016-2017 

| Ruolo | Naz.                      | Giocatore           | Squadra         |
| ----- | ------------------------- | ------------------- | --------------- |
| P     | Spagna (bandiera)         | Sergio Álvarez      | Celta Vigo      |
| P     | Argentina (bandiera)      | Sergio Romero       | Manchester Utd  |
| D     | Costa d'Avorio (bandiera) | Eric Bailly         | Manchester Utd  |
| D     | Argentina (bandiera)      | Gustavo Cabral      | Celta Vigo      |
| D     | Francia (bandiera)        | Jérémy Morel        | Olympique Lione |
| D     | Paesi Bassi (bandiera)    | Matthijs de Ligt    | Ajax            |
| D     | Paesi Bassi (bandiera)    | Daley Blind         | Manchester Utd  |
| D     | Ecuador (bandiera)        | Antonio Valencia    | Manchester Utd  |
| C     | Cile (bandiera)           | Pablo Hernández     | Celta Vigo      |
| C     | Spagna (bandiera)         | Ander Herrera       | Manchester Utd  |
| C     | Francia (bandiera)        | Paul Pogba          | Manchester Utd  |
| C     | Belgio (bandiera)         | Youri Tielemans     | Anderlecht      |
| C     | Francia (bandiera)        | Corentin Tolisso    | Olympique Lione |
| C     | Armenia (bandiera)        | Henrikh Mkhitaryan  | Manchester Utd  |
| C     | Germania (bandiera)       | Amin Younes         | Ajax            |
| A     | Svezia (bandiera)         | Zlatan Ibrahimović  | Manchester Utd  |
| A     | Francia (bandiera)        | Alexandre Lacazette | Olympique Lione |
| A     | Burkina Faso (bandiera)   | Bertrand Traoré     | Ajax            |

 Stagione 2017-2018 

| Ruolo | Naz.                  | Giocatore         | Squadra             |
| ----- | --------------------- | ----------------- | ------------------- |
| P     | Slovenia (bandiera)   | Jan Oblak         | Atlético Madrid     |
| P     | Portogallo (bandiera) | Rui Patrício      | Sporting Lisbona    |
| D     | Italia (bandiera)     | Leonardo Bonucci  | Milan               |
| D     | Uruguay (bandiera)    | Diego Godín       | Atlético Madrid     |
| D     | Brasile (bandiera)    | Luiz Gustavo      | Olympique Marsiglia |
| D     | Austria (bandiera)    | Stefan Lainer     | Salisburgo          |
| D     | Senegal (bandiera)    | Bouna Sarr        | Olympique Marsiglia |
| C     | Portogallo (bandiera) | Bruno Fernandes   | Sporting Lisbona    |
| C     | Guinea (bandiera)     | Naby Keïta        | RB Lipsia           |
| C     | Spagna (bandiera)     | Koke              | Atlético Madrid     |
| C     | Spagna (bandiera)     | Saúl Ñíguez       | Atlético Madrid     |
| C     | Spagna (bandiera)     | Gabi              | Atlético Madrid     |
| C     | Mali (bandiera)       | Diadie Samassékou | Salisburgo          |
| A     | Portogallo (bandiera) | Gelson Martins    | Sporting Lisbona    |
| A     | Francia (bandiera)    | Antoine Griezmann | Atlético Madrid     |
| A     | Italia (bandiera)     | Ciro Immobile     | Lazio               |
| A     | Francia (bandiera)    | Dimitri Payet     | Olympique Marsiglia |
| A     | Germania (bandiera)   | Timo Werner       | RB Lipsia           |

 Stagione 2018-2019 

| Ruolo | Naz.                            | Giocatore                 | Squadra               |
| ----- | ------------------------------- | ------------------------- | --------------------- |
| P     | Germania (bandiera)             | Kevin Trapp               | Eintracht Francoforte |
| P     | Spagna (bandiera)               | Kepa Arrizabalaga         | Chelsea               |
| D     | Spagna (bandiera)               | Alejandro Grimaldo        | Benfica               |
| D     | Bosnia ed Erzegovina (bandiera) | Sead Kolašinac            | Arsenal               |
| D     | Francia (bandiera)              | Laurent Koscielny         | Arsenal               |
| D     | Brasile (bandiera)              | David Luiz                | Chelsea               |
| D     | Spagna (bandiera)               | César Azpilicueta         | Chelsea               |
| D     | Germania (bandiera)             | Danny da Costa            | Eintracht Francoforte |
| C     | Giappone (bandiera)             | Makoto Hasebe             | Eintracht Francoforte |
| C     | Serbia (bandiera)               | Filip Kostić              | Eintracht Francoforte |
| C     | Italia (bandiera)               | Jorginho                  | Chelsea               |
| C     | Francia (bandiera)              | N'Golo Kanté              | Chelsea               |
| A     | Gabon (bandiera)                | Pierre-Emerick Aubameyang | Arsenal               |
| A     | Francia (bandiera)              | Olivier Giroud            | Chelsea               |
| A     | Serbia (bandiera)               | Luka Jović                | Eintracht Francoforte |
| A     | Portogallo (bandiera)           | João Félix                | Benfica               |
| A     | Spagna (bandiera)               | Pedro                     | Chelsea               |
| A     | Belgio (bandiera)               | Eden Hazard               | Chelsea               |

 Stagione 2019-2020 

| Ruolo | Naz.                   | Giocatore           | Squadra          |
| ----- | ---------------------- | ------------------- | ---------------- |
| P     | Slovenia (bandiera)    | Samir Handanovič    | Inter            |
| P     | Marocco (bandiera)     | Yassine Bounou      | Siviglia         |
| P     | Svezia (bandiera)      | Karl-Johan Johnsson | Copenaghen       |
| D     | Spagna (bandiera)      | Sergio Reguilón     | Siviglia         |
| D     | Spagna (bandiera)      | Jesús Navas         | Siviglia         |
| D     | Paesi Bassi (bandiera) | Stefan de Vrij      | Inter            |
| D     | Francia (bandiera)     | Jules Koundé        | Siviglia         |
| D     | Germania (bandiera)    | Jonathan Tah        | Bayer Leverkusen |
| C     | Portogallo (bandiera)  | Bruno Fernandes     | Manchester Utd   |
| C     | Argentina (bandiera)   | Éver Banega         | Siviglia         |
| C     | Germania (bandiera)    | Kai Havertz         | Bayer Leverkusen |
| C     | Brasile (bandiera)     | Fred                | Manchester Utd   |
| C     | Brasile (bandiera)     | Taison              | Šachtar          |
| C     | Italia (bandiera)      | Nicolò Barella      | Inter            |
| C     | Croazia (bandiera)     | Marcelo Brozović    | Inter            |
| C     | Svizzera (bandiera)    | Fabian Frei         | Basilea          |
| A     | Belgio (bandiera)      | Romelu Lukaku       | Inter            |
| A     | Argentina (bandiera)   | Lautaro Martínez    | Inter            |
| A     | Inghilterra (bandiera) | Marcus Rashford     | Manchester Utd   |
| A     | Argentina (bandiera)   | Lucas Ocampos       | Siviglia         |
| A     | Spagna (bandiera)      | Munir               | Siviglia         |
| A     | Paesi Bassi (bandiera) | Luuk de Jong        | Siviglia         |

 Stagione 2020-2021 

| Ruolo | Naz.                            | Giocatore           | Squadra         |
| ----- | ------------------------------- | ------------------- | --------------- |
| P     | Croazia (bandiera)              | Dominik Livaković   | Dinamo Zagabria |
| P     | Spagna (bandiera)               | Pau López           | Roma            |
| P     | Argentina (bandiera)            | Gerónimo Rulli      | Villarreal      |
| D     | Spagna (bandiera)               | Raúl Albiol         | Villarreal      |
| D     | Inghilterra (bandiera)          | Harry Maguire       | Manchester Utd  |
| D     | Inghilterra (bandiera)          | Aaron Wan-Bissaka   | Manchester Utd  |
| D     | Italia (bandiera)               | Gianluca Mancini    | Roma            |
| D     | Italia (bandiera)               | Leonardo Spinazzola | Roma            |
| D     | Spagna (bandiera)               | Alfonso Pedraza     | Villarreal      |
| D     | Spagna (bandiera)               | Pau Torres          | Villarreal      |
| C     | Portogallo (bandiera)           | Bruno Fernandes     | Manchester Utd  |
| C     | Spagna (bandiera)               | Daniel Parejo       | Villarreal      |
| C     | Italia (bandiera)               | Lorenzo Pellegrini  | Roma            |
| C     | Francia (bandiera)              | Paul Pogba          | Manchester Utd  |
| C     | Francia (bandiera)              | Étienne Capoue      | Villarreal      |
| C     | Croazia (bandiera)              | Mislav Oršić        | Dinamo Zagabria |
| C     | Rep. Ceca (bandiera)            | Lukáš Provod        | Slavia Praga    |
| C     | Scozia (bandiera)               | Scott McTominay     | Manchester Utd  |
| A     | Uruguay (bandiera)              | Edinson Cavani      | Manchester Utd  |
| A     | Spagna (bandiera)               | Gerard Moreno       | Villarreal      |
| A     | Bosnia ed Erzegovina (bandiera) | Edin Džeko          | Roma            |
| A     | Serbia (bandiera)               | Dušan Tadić         | Ajax            |
| A     | Costa d'Avorio (bandiera)       | Nicolas Pépé        | Arsenal         |

 Stagione 2021-2022 

| Ruolo | Naz.                   | Giocatore           | Squadra               |
| ----- | ---------------------- | ------------------- | --------------------- |
| P     | Germania (bandiera)    | Kevin Trapp         | Eintracht Francoforte |
| D     | Inghilterra (bandiera) | Craig Dawson        | West Ham Utd          |
| D     | Austria (bandiera)     | Martin Hinteregger  | Eintracht Francoforte |
| D     | Nigeria (bandiera)     | Calvin Bassey       | Rangers               |
| C     | Inghilterra (bandiera) | James Tavernier     | Rangers               |
| C     | Austria (bandiera)     | Konrad Laimer       | RB Lipsia             |
| C     | Inghilterra (bandiera) | Declan Rice         | West Ham Utd          |
| C     | Serbia (bandiera)      | Filip Kostić        | Eintracht Francoforte |
| A     | Francia (bandiera)     | Christopher Nkunku  | RB Lipsia             |
| A     | Inghilterra (bandiera) | Ryan Kent           | Rangers               |
| A     | Colombia (bandiera)    | Rafael Santos Borré | Eintracht Francoforte |

 Stagione 2022-2023 

| Ruolo | Naz.                   | Giocatore          | Squadra              |
| ----- | ---------------------- | ------------------ | -------------------- |
| P     | Marocco (bandiera)     | Yassine Bounou     | Siviglia             |
| D     | Argentina (bandiera)   | Marcos Acuña       | Siviglia             |
| D     | Inghilterra (bandiera) | Chris Smalling     | Roma                 |
| D     | Germania (bandiera)    | Jonathan Tah       | Bayer Leverkusen     |
| D     | Spagna (bandiera)      | Jesús Navas        | Siviglia             |
| C     | Italia (bandiera)      | Lorenzo Pellegrini | Roma                 |
| C     | Serbia (bandiera)      | Nemanja Matić      | Roma                 |
| C     | Croazia (bandiera)     | Ivan Rakitić       | Siviglia             |
| A     | Inghilterra (bandiera) | Marcus Rashford    | Manchester Utd       |
| A     | Nigeria (bandiera)     | Victor Boniface    | Union Saint-Gilloise |
| A     | Argentina (bandiera)   | Paulo Dybala       | Roma                 |

 Stagione 2023-2024 

| Ruolo | Naz.                   | Giocatore                 | Squadra             |
| ----- | ---------------------- | ------------------------- | ------------------- |
| P     | Serbia (bandiera)      | Mile Svilar               | Roma                |
| D     | Italia (bandiera)      | Gianluca Mancini          | Roma                |
| D     | Germania (bandiera)    | Jonathan Tah              | Bayer Leverkusen    |
| D     | Albania (bandiera)     | Berat Djimsiti            | Atalanta            |
| C     | Paesi Bassi (bandiera) | Jeremie Frimpong          | Bayer Leverkusen    |
| C     | Paesi Bassi (bandiera) | Teun Koopmeiners          | Atalanta            |
| C     | Svizzera (bandiera)    | Granit Xhaka              | Bayer Leverkusen    |
| C     | Italia (bandiera)      | Matteo Ruggeri            | Atalanta            |
| A     | Germania (bandiera)    | Florian Wirtz             | Bayer Leverkusen    |
| A     | Gabon (bandiera)       | Pierre-Emerick Aubameyang | Olympique Marsiglia |
| A     | Nigeria (bandiera)     | Ademola Lookman           | Atalanta            |

 Stagione 2024-2025 
| Ruolo | Naz.                   | Giocatore             | Squadra               |
| ----- | ---------------------- | --------------------- | --------------------- |
| P     | Italia (bandiera)      | Guglielmo Vicario     | Tottenham             |
| D     | Spagna (bandiera)      | Pedro Porro           | Tottenham             |
| D     | Argentina (bandiera)   | Cristian Romero       | Tottenham             |
| D     | Germania (bandiera)    | Robin Koch            | Eintracht Francoforte |
| D     | Norvegia (bandiera)    | Fredrik André Bjørkan | Bodø/Glimt            |
| C     | Norvegia (bandiera)    | Patrick Berg          | Bodø/Glimt            |
| C     | Portogallo (bandiera)  | Bruno Fernandes       | Manchester Utd        |
| C     | Brasile (bandiera)     | Casemiro              | Manchester Utd        |
| A     | Francia (bandiera)     | Rayan Cherki          | Olympique Lione       |
| A     | Inghilterra (bandiera) | Dominic Solanke       | Tottenham             |
| A     | Spagna (bandiera)      | Nico Williams         | Athletic Bilbao       |

## Plurivincitori
- 4 premi

Bruno Fernandes
- 3 premi

Pierre-Emerick Aubameyang, Éver Banega, Jonathan Tah
- 2 premi

Raúl Albiol, Leonardo Bonucci, Yassine Bounou, Gonzalo Higuaín, Filip Kostić, Grzegorz Krychowiak, Stéphane M'Bia, Gianluca Mancini, Jesús Navas, Lorenzo Pellegrini, Paul Pogba, Ivan Rakitić, Marcus Rashford, Kevin Trapp, Borja Valero.

## Classifiche

### Classifiche per club
| Club                  | Premi |
| --------------------- | ----- |
| Siviglia              | 30    |
| Manchester Utd        | 21    |
| Roma                  | 11    |
| Eintracht Francoforte | 10    |
| Chelsea               | 8     |
| Villarreal            | 8     |
| Bayer Leverkusen      | 7     |
| Benfica               | 7     |
| Atlético Madrid       | 6     |
| Inter                 | 6     |
| Napoli                | 5     |
| Tottenham             | 5     |
| Dnipro                | 4     |
| Juventus              | 4     |
| Salisburgo            | 4     |
| Ajax                  | 4     |
| Arsenal               | 4     |
| RB Lipsia             | 4     |
| Olympique Marsiglia   | 4     |
| Atalanta              | 4     |
| Olympique Lione       | 4     |
| Celta Vigo            | 3     |
| Fiorentina            | 3     |
| Borussia Dortmund     | 3     |
| Šachtar               | 3     |
| Sporting Lisbona      | 3     |
| Rangers               | 3     |
| Liverpool             | 2     |
| Dinamo Zagabria       | 2     |
| West Ham Utd          | 2     |
| Athletic Bilbao       | 2     |
| Bodø/Glimt            | 2     |
| Anderlecht            | 1     |
| Basilea               | 1     |
| Copenaghen            | 1     |
| Lazio                 | 1     |
| Milan                 | 1     |
| Porto                 | 1     |
| Wolfsburg             | 1     |
| Slavia Praga          | 1     |
| Union Saint-Gilloise  | 1     |

### Classifica per nazionalità del club
| Nazione     | Premi | Squadre premiate                                                                                      |
| ----------- | ----- | --- |
| Spagna      | 49    | Siviglia (30), Villarreal (8), Atlético Madrid (6), Celta Vigo (3), Athletic Bilbao (2)               |
| Inghilterra | 41    | Manchester Utd (21), Chelsea (8), Tottenham (5), Arsenal (3), Liverpool (2), West Ham Utd (2)         |
| Italia      | 35    | Roma (11), Inter (6), Napoli (5), Juventus (4), Atalanta (4), Fiorentina (3), Lazio (1), Milan (1)    |
| Germania    | 25    | Eintracht Francoforte (10), Bayer Leverkusen (7), RB Lipsia (4), Borussia Dortmund (3), Wolfsburg (1) |
| Portogallo  | 11    | Benfica (7), Sporting Lisbona (3), Porto (1)                                                          |
| Francia     | 8     | Olympique Lione (4), Olympique Marsiglia (4)                                                          |
| Ucraina     | 7     | Dnipro (4), Šachtar (3)                                                                               |
| Austria     | 4     | Salisburgo (4)                                                                                        |
| Paesi Bassi | 4     | Ajax (4)                                                                                              |
| Scozia      | 3     | Rangers (3)                                                                                           |
| Croazia     | 2     | Dinamo Zagabria (2)                                                                                   |
| Belgio      | 2     | Anderlecht (1), Union Saint-Gilloise (1)                                                              |
| Norvegia    | 2     | Bodø/Glimt (2)                                                                                        |
| Danimarca   | 1     | Copenaghen (1)                                                                                        |
| Svizzera    | 1     | Basilea (1)                                                                                           |
| Rep. Ceca   | 1     | Slavia Praga (1)                                                                                      |

### Classifica per nazionalità del giocatore
| Nazione              | Premi | Giocatori premiati |
| -------------------- | ----- | ------------------ |
| Spagna               | 31    |                    |
| Francia              | 19    |                    |
| Argentina            | 18    |                    |
| Italia               | 14    |                    |
| Germania             | 13    |                    |
| Inghilterra          | 11    |                    |
| Portogallo           | 9     |                    |
| Brasile              | 9     |                    |
| Serbia               | 7     |                    |
| Croazia              | 6     |                    |
| Paesi Bassi          | 6     |                    |
| Belgio               | 5     |                    |
| Ucraina              | 3     |                    |
| Gabon                | 3     |                    |
| Austria              | 3     |                    |
| Nigeria              | 3     |                    |
| Camerun              | 2     |                    |
| Polonia              | 2     |                    |
| Colombia             | 2     |                    |
| Costa d'Avorio       | 2     |                    |
| Svezia               | 2     |                    |
| Slovenia             | 2     |                    |
| Uruguay              | 2     |                    |
| Bosnia ed Erzegovina | 2     |                    |
| Marocco              | 2     |                    |
| Svizzera             | 2     |                    |
| Norvegia             | 2     |                    |
| Algeria              | 1     |                    |
| Slovacchia           | 1     |                    |
| RD del Congo         | 1     |                    |
| Ecuador              | 1     |                    |
| Cile                 | 1     |                    |
| Armenia              | 1     |                    |
| Burkina Faso         | 1     |                    |
| Senegal              | 1     |                    |
| Guinea               | 1     |                    |
| Mali                 | 1     |                    |
| Giappone             | 1     |                    |
| Rep. Ceca            | 1     |                    |
| Scozia               | 1     |                    |
| Albania              | 1     |                    |